# 中枢模式发生器
中枢模式发生器是一种不需要传感器反馈就能产生节律模式输出的神经网络。研究表明，即便缺少运动和传感器反馈，CPGs仍能产生有节律的输出并形成"节律运动模式"。一个CPG必须具备如下条件方可被视为节律发生器：
1. 两个或更多的过程相互作用并且彼此因果性地变化
2. 在如果上相互作用的影响下，系统反复回到初始状态。[1]